# Ziaur Rahman
Ziaur Rahman (bengalese: জিয়াউর রহমান) (Gabtali, 19 gennaio 1936 – Chittagong, 30 maggio 1981) è stato un generale e politico bangladese.

## Biografia
Presidente del Bangladesh, era l'ufficiale dell'esercito che dichiarò l'indipendenza del Bangladesh il 26 marzo 1971. Divenne presidente del Bangladesh il 21 aprile 1977, venendo poi assassinato il 30 maggio 1981 a Chittagong in un colpo di stato dell'esercito.